# Tanaka Mayumi
Mayumi Tanaka (田中 真弓 (Điền Trung Chân Cung) Tanaka Mayumi, née Abe (阿部), sinh ngày 15 tháng 1 năm 1955) là một Seiyū Nhật Bản quê ở Tokyo hiện đang hợp tác với Aoni Production.
Bà được biết đến nhiều nhất với các vai Ryuunosuke Fujinami trong Urusei Yatsura, Pazu trong Laputa: Castle in the Sky, Monkey D. Luffy trong One Piece, Krillin, Yajirobe và Uranai Baba trong Dragon Ball.

## Các vai lồng tiếng

### Hoạt hình truyền hình
- Black Jack (Taichi)
- Bonobono (Shō Nee-chan)
- Brave Story: New Traveler (Tatsuya)
- Bye-Bye Liberty Crisis (Michael)
- Chou Mashin Eiyuuden Wataru (Ikusabe Wataru, Homurabe Wataru)
- Chūka Ichiban (Mao)
- Cooking Papa (Osama)
- Dash Kappei (Kappei Sakamoto)
- DNA² (Momonari Junta's mom)
- Dragon Ball (Kuririn, Yajirobe)
- Dragon Ball GT (Krillin, Shusugoro)
- Dragon Ball Z (Krillin, Yajirobe, Uranai Baba (2nd season))
- Dragon Ball Z Kai (Krillin, Yajirobe, Uranai Baba)
- Gaiking Legend of Daiku-Maryu (Tsuwabuki Daiya)
- Jushin Liger (Ken Taiga)
- Kekkaishi (Tokiko Yukimura, younger Shishio)
- Kimba the White Lion (Keruru)
- Kindaichi Case Files (March)
- Konjiki no Gash Bell (Robnos)
- The Littl' Bits (Rirubitto aka "Willibit" in the English version)
- Mashin Eiyuuden Wataru (Ikusabe Wataru)
- Mashin Eiyuuden Wataru 2 (Ikusabe Wataru)
- Mirai Keisatsu Urashiman (Jitanda)
- Nangoku Shōnen Papuwa (Papuwa)
- Nintama Rantarō (Kirimaru)
- One Piece (Monkey D. Luffy, Oars)
- Osomatsu-kun (1988 series) (Chibita)
- Pāman (Ichiro)
- Pokémon (Jynx)
- The Pursuit of Harimao's Treasure (Neo Nachirida)
- Tottemo! Luckyman (Luckyman/Yoichi Tsuitenai)
- Rurouni Kenshin (Tsukayama Yūtarō)
- Sailor Moon Supers (Robert)
- Sakura Taisen (Kirishima Kanna)
- Urusei Yatsura (Ryuunosuke Fujinami)
- Yakitate!! Japan (Umino Katsuo, Motohashi Yuuko)
- YuYu Hakusho (Koenma)

### tokusatsu truyền hình
- Choudenshi Bioman các tập 7~10 (giọng của Yellow Four I (phụ đề cho Yuki Yajima))

### OVA
- Osomatsu-kun OVAs (Chibita)
- Twinbee Paradise (Twinbee)
- Violence Jack: Harlem Bomber (Sabu)
- 3x3 eyes (Mei Shin)
- Dimensional Adventure Numa Monjar (Mamo)

### Theatre animation
- Bonobono (Shō Nee-chan)
- Castle in the Sky (Pazu)
- Dragon Ball series (Kuririn, Yajirobe)
- Night on the Galactic Railroad (Giovanni)
- One Piece series (Monkey D. Luffy)

### Trò chơi video
- Dragon Ball series (Kuririn, Yajirobe)
- Mega Man Legends series (Megaman Volnutt, MegaMan Trigger)
- Namco X Capcom (MegaMan Trigger)
- One Piece series (Monkey D. Luffy)
- Tatsunoko vs. Capcom (Megaman Volnutt, MegaMan Trigger)
- Kirby Super Star (Kirby singing "Oh yeah!" on Mike ability)
- Super Robot Wars NEO (Ken Taiga)
- Boku no Natsuyasumi 4 (Taiyou Shimanami)

### Dubbing roles
- An American Tail Tony Toponi (Pat Musick)
- Animaniacs (Skippy Squirrel)
- Babe (Babe) (Christine Cavanaugh)
- Babe: Pig in the City (Babe) (Elizabeth Daily)
- Full House (Rusty)
- Indiana Jones and the Temple of Doom - Short Round (Jonathan Ke Quan)
- Terminator 2: Judgment Day (John Connor)
- The Transformers: The Movie (Daniel)
- We're Back! A Dinosaur's Story (Louie)